# Henry Clay
Pour les articles homonymes, voir Clay.
Henry Clay, né le 12 avril 1777 dans le comté de Hanover (Virginie) et mort le 29 juin 1852 à Washington, est un homme politique américain, notamment sénateur et représentant pour le Parti républicain-démocrate élu dans le Kentucky à de multiples reprises et candidat à la présidence des États-Unis en 1824, 1832 et 1844.
Figure majeure de la politique américaine de la première moitié du XIXe siècle, il est l'auteur des célèbres compromis du Missouri et de 1850, ce qui lui vaut le surnom de « Grand pacificateur » (the Great compromiser). Il est par ailleurs secrétaire d'État des États-Unis dans l'administration J.Q. Adams, de 1825 à 1829.

## Biographie
Il débute au barreau, est élu en 1803 membre de la Chambre du Kentucky, en 1806 membre du Sénat fédéral, puis membre de la Chambre des représentants des États-Unis, et enfin président de cette assemblée. Au XIXe siècle, il occupe la présidence de la Chambre plus longtemps que quiconque, transformant ainsi le poste de président en un pouvoir et une influence considérables en adversaire résolu du président Andrew Jackson. L'animosité entre les deux hommes est féroce en raison de leur forte personnalité.
Il fait partie en 1814 de la commission envoyée à Gand pour négocier la paix avec la Grande-Bretagne. Il est nommé en 1825, par le président John Quincy Adams secrétaire d'État dans le cabinet de ce dernier. Candidat malheureux à l'élection présidentielle de 1824, il se met de nouveau sur les rangs en 1832 et 1844 sans plus de succès.
Il se retire quelque temps de la vie publique après ces échecs successifs, mais y retourne dès 1846 comme représentant du Kentucky au Sénat et y reste jusqu'en 1852, exerçant une grande influence. D'un caractère conciliant, Clay réussit deux fois, en 1820 et en 1850, en faisant adopter plusieurs compromis, à prévenir un conflit imminent entre les États esclavagistes et les États abolitionnistes. Son point de vue sur l'esclavage était considéré comme progressiste pour l'époque bien qu'il possédait lui-même quelques dizaines d'esclaves. Ainsi il pouvait être honni comme hypocrite par les abolitionistes alors que les Sudistes se méfiaient de sa rhétorique anti-esclavagiste.
Il meurt de tuberculose et est enterré dans le cimetière de Lexington. Sa mort, ainsi que celles de John Caldwell Calhoun et Daniel Webster, empêcheront désormais le Congrès de discuter sereinement de la question de l'esclavage, conduisant à des incidents de séance graves notamment pendant les discussions sur la loi Kansas-Nebraska.